# アラオナ語
アラオナ語（アラオナご、英: Araona language）はタカナ語族に属する言語である。話者はボリビア北西部に居住するアラオナ族の人々である。

## 言語名別称
- カビーナ語（Cavina[1]）

## 系統
Kaufman (1994) はアラオナ語をタカナ語やレイェサノ語と共にタカナ語族タカナ語群に分類している。一方、Hammarström (2016) は既に死語となっているトロモナ語と共に Pano-Tacanan の Tacanan、Takanik-Chamik、Araona-Toromono に配置している。いずれの資料においてもトロモナ語、タカナ語、レイェサノ語、エセエハ語、カビネーニャ語と近い関係にあるとされている点は共通している。

## 音論
木村（1988）は、アラオナ語の発音はタカナ語と同様ストレスをさほど多用せず、またピッチの切り替えも急ではないために「流れるように穏やかな印象を与える」とエセエハ語との比較を述べている。

## 音韻論
アラオナ語は(/a/, /e/, /i/, /o/)の4の母音と、19の子音がある。
|        |        | 唇音 | 歯茎音 | 歯茎音 | 後部歯茎音/ 硬口蓋音 | 軟口蓋音 | 軟口蓋音 | 声門音 |
| 歯茎音 | 歯擦音 | 唇音 | 歯茎音 | 唇音   | 後部歯茎音/ 硬口蓋音 |          |          | 声門音 |
| ------ | ------ | ---- | ------ | ------ | -------------------- | -------- | -------- | ------ |
| 鼻音   | 鼻音   | m    | n      |        | ɲ                    |          |          |        |
| 破裂音 | 無声音 | p    | t      | t͡s     | t͡ʃ                   | k        | kʷ       |        |
| 破裂音 | 有声音 | b    | d      |        | d͡ʒ                   |          |          |        |
| 摩擦音 | 無声音 |      |        | s      | ʃ                    |          |          | h      |
| 摩擦音 | 有声音 |      |        | z      | ʒ                    |          |          |        |
| 接近音 | 接近音 |      | l      |        | j                    |          | w        |        |